# Cubohémioctaèdre
 (novembre 2024).
En géométrie, le cubohémioctaèdre est un polyèdre uniforme non convexe, indexé sous le nom U15.
Un polyèdre non convexe a des faces qui se coupent qui ne représentent pas de nouvelles arêtes ou de nouvelles faces. Les 4 hexagones dans ce modèle passent tous à travers le centre du modèle. Les hexagones se coupent les uns les autres et seules des portions triangulaires sont visibles.
Les 12 sommets et les 24 arêtes, le long desquelles se trouvent les 6 faces carrées, coïncident avec[pas clair] le cuboctaèdre convexe.